# Tolumnia henekenii
Tolumnia henekenii är en orkidéart som först beskrevs av Moritz Richard Schomburgk och John Lindley, och fick sitt nu gällande namn av Mark Anthony Nir. Tolumnia henekenii ingår i släktet Tolumnia och familjen orkidéer. Inga underarter finns listade i Catalogue of Life.